# Athena Promachos
Het standbeeld van Athena Promachos (Ἀθηνᾶ Πρόμαχος, ‘Athena de voorvechtster’) was in de Oudheid een kolossaal bronzen beeld gemaakt door de beeldhouwer Pheidias op de Akropolis van Athene.
De Athena Promachos was een van de vroegste werken van de beroemde beeldhouwer Pheidias. Er werd 9 jaar aan gewerkt; we weten niet precies welke jaren, maar meestal wordt de periode van ca. 465- 456 v.Chr. genoemd. De naam Athena Promachos komt overigens maar één keer voor, in een scholion op Demosthenes.
Het standbeeld stond op de Akropolis halverwege de Propyleeën en het Erechtheion met zijn voorzijde in westelijke richting naar de Propyleeën. Het was ca. 9 m. hoog. De godin Athena was in haar functie van beschermster van de stad staand in wapenrusting afgebeeld met een schild, en een speer in haar rechterhand. Volgens Pausanias stonden op het schild reliëfs, waaronder een gevecht tussen Lapithen en Centauren, die gemaakt waren door Mys naar een ontwerp van Parrhasius, de zoon van Evenor. Pausanias vertelt verder dat het beeld zo groot was dat de punt van de speer en de helmbos van Athena vanaf zee te zien waren voor zeelieden zodra zij Kaap Soenion gepasseerd waren. Nu resten nog slechts delen van het voetstuk van 5,47 x 5,58 m. 
Het beeld werd gemaakt met de buit die op de Perzen was veroverd in de Slag bij Marathon. De aanleiding om Athena met dit standbeeld te eren vormde vermoedelijk de Slag bij de Eurymedon (ca. 470-466 v.Chr.), al wordt de Vrede van Callias (450/449 v.Chr.) ook wel als aanleiding genoemd.
De Athena Promachos torende vele eeuwen boven de stad Athene uit, totdat het beeld vermoedelijk in de 5e eeuw n.Chr. naar Constantinopel werd overgebracht, waar het op het ‘Ovale Forum’ stond. Het werd uiteindelijk verwoest in 1203 door kruisvaarders tijdens de Vierde Kruistocht.